# جنس جماعي
جنس جماعي هو شكل من أشكال النشاط الجنسي القائمة على اشتراك أكثر من شخصين اثنين بممارسة الجنس. ويمكن أن يحدث الجنس الجماعي بين أشخاص من الجنسين ومن جميع التوجهات الجنسية عند البشر. وتقوم العملية بحضور الحفلات وفي أماكن سرية كالفنادق والحانات وبيوت الدعارة أو المنازل أو الحمامات وتكون بعيدا عن أعين الناس وهناك أنواع من الجنس الجماعي هو أن يمارس الأفراد الجنس أمام بعضهم أو الإتفاق على ممارسة الجنس في غرف خاصة بالممارسين.
كما وثق علماء الحيوان وجود ممارسات الجنس الجماعي عند بعض الحيوانات مثل الشمبانزي والبونوبو.

## أنواع
من حيث المبدأ، يمكن الإشارة إلى أي سلوك جنسي يقوم به أكثر من شخصين لممارسة جنس جماعي، ولكنها تستخدم مصطلحات مختلفة لوصف أفعال معينة من ممارسة الجنس الجماعي :

### جنس جماعي Gangbang
وهو أن يقوم عدد من الأشخاص بممارسة الجماع مع شخص آخر كأن يقوم مجموعة من الرجال بعملية الجماع مع فتاة أو العكس

#### إختراق مزدوج Double penetration
هو أن يمارس الأشخاص الجنس الشرجي بأكثر من شخص والمهبل كذلك
وهو إيلاج رجلين بقضيبيهما في امرأة واحدة وآخر للجنس الفموي

#### دوائر الاستمناء
هو أن يقوم مجموعة من الرجال بتشكيل حلقة لممارسة العادة السرية

#### بركة السباحة
أن يقوم الممارسين بالجماع في برك سباحة ويقومون بالجنس المثلي

### جنس جماعي orgy
هو عبارة عن ممارسة عدد من الأزواج للجنس بشكل جماعي أمام بعضهم الآخر .

## الانتشار
وجدت الأبحاث انتشار خيالات ونزوات الجنس الجماعي بصورة كبيرة عند كل من الإناث والذكور على حدٍ سواء. وخلصت دراسات كبرى إلى أن نسبة 54% إلى 88% من الأشخاص تنتابها خيالات حول مشاهدتهم لأشخاص آخرين يمارسون الجنس، وتراوحت نسبة الأشخاص الذين تنتابهم خيالات جنسية أن أشخاص آخرون يشاهدونهم بأوضاع جنسية من 40% إلى 42%، أما نسبة الذين يتخيلون كونهم في وضعيات استعباد جنسية (سادية مازوخية). ووجدت تقارير عالم الجنس الأمريكي ألفريد كينسي وجود أشكال عديدة من السلوكيات الجنسية ولكن لا تذكر الوثائق المرتبطة أي خلاصات حيال الممارسات الجنسية التي يشترك فيها أكثر من شخصين والتي تقع ضمن دائرة تعريف الجنس الجماعي.

## البوكاكيه
البوكاكيه (باليابانية: ぶっかけ) هو ممارسة جنسية ظهرت في الأفلام الإباحية اليابانية خلال منتصف ثمانينيات القرن العشرين. يقوم فيها مجموعة من الذكور بالقذف على وجه أو جسم أنثى واحدة (في الإباحية المغايرة جنسياً) أو على ذكر واحد (في الإباحية المثلية جنسياً). وقد يقوم الشخص في نهاية الممارسة بشرب المني، وتُعرف هذه الممارسة باللغة اليابانية باسم جوككيون (ゴックン). ظهرت أولى مشاهد البوكاكيه على يد المخرج الإباحي الياباني كازوهيكو ماتسوموتو. يعود السبب وراء اكتساب الممارسة على قدر كبير من الشعبية في اليابان بسبب طبيعة قوانين الرقابة الحكومية التي ألزمت صانعي الأفلام الجنسية على حجب الأعضاء التناسلية للممثلين الإباحيين باستخدام تقنية البكسلة، وذلك عبر حجب الصورة بوضع بكسلات ذات دقة منخفضة. ولذلك سعى المخرجون الإباحيون باليابان إلى إيجاد طريقة يستطيعون من خلالها تصوير مشاهد جنسية مرضية للجمهور بالتوازي مع عدم استطاعتهم لعرض مشاهد مخالفة للقانون الياباني تنطوي على ممارسة الجماع.

## الجانب الصحي
ترتبط المخاطر النسبية للجنس الجماعي كغيرهِ من النشاطات الجنسية عند البشر بفعل الطبيعة الخاصة لكل ارتباطٍ جنسي على حدة. ويرتفع احتمال خطر الإصابة بالأمراض المنقولة جنسياً بازدياد عدد الشركاء الجنسيين المشاركين بالجنس الجماعي.
قامت كثير من البلدان ولا سيما في العالم الأول منذ مطلع ثمانينيات القرن العشرين بإغلاق الحمامات العامة ولا سيما تلك التي تقدم غرفاً خاصة لزبائنها بدواعي الخوف من انتشار الأمراض المنقولة جنسياً، ولكنها تركت النوادي الجنسية التي تجري الأنشطة الجنسية فيها بصورة معلومة للسلطات ما يسمح لها بفرض رقابة مهنية وسياسات قانونية جنسية آمنة بالإضافة إلى نشر الوعي حيال الأمراض المنقولة جنسياً.